# 馬直溫
馬直溫，字子中，扶风馬氏，辽朝官员。

## 生平
馬直溫出自燕蓟望族，以德行名显士林。文雅厚重，有长者之风。为官五十年，很少有过失。为母亲丁忧，服除，任职顺州。天庆元年（1111年）官至静江军节度使、知顺州军州事、开国侯。天庆二年（1112年）冬，上书请求归乡，天祚帝同意，任命他为右散骑常侍，致仕。

## 家族
- 二弟马内温，官至洛苑副使、前随驾锦透背皮毛库副使；幼弟马处温，官至安州防御使、知中京诸军都虞侯、开国子。[1]
- 娶妻張館，生子五人：马辽孙、马镇孙、马起翁奴、马梅、马栲栳儿[2]。只有马梅长大成人，中进士，官至内供奉班祗候[1]。